# Leiothrichidae
A Leiothrichidae a madarak osztályának verébalakúak (Passeriformes) rendjébe tartozó család. A timáliafélék (Timaliidae) családjába sorolt nemeket helyeztek át ide.

## Rendszerezésük
A családba tartozó nemek:
- Grammatoptila - 1 faj
- Cutia - 2 faj
- Laniellus vagy Crocias - 2 faj
- Trochalopteron - 22 faj
- Montecincla
- Heterophasia - 8 faj
- Actinodura - 7 faj
- Babax - 4 faj
- Garrulax - 45 faj
- Kupeornis - 3 faj
- Leiothrix - 2 faj
- Liocichla - 4 faj
- Minla - 4 faj
- Phyllanthus - 1 faj
- Turdoides - 30 faj

Nem minden  rendszerbesorolásban használt nemek:
- Leioptila[1]  vagy Heterophasia[2]
- Sibia[1]  vagy Actinodura[2]
- Acanthoptila[1]  vagy Turdoides[2]
- Argya[1]  vagy Turdoides[2]
- Chatarrhaea[1]  vagy Turdoides[2]
- Malacocircus[1]  vagy Turdoides[2]
- Pterorhinus[1]  vagy Garrulax[2]
- Ianthocincla[1]  vagy Garrulax[2]
- Melanocichla[1]  vagy Garrulax[2]
- Leucodioptron[1]  vagy Garrulax[2]
- Stactocichla[1]  vagy Garrulax[2]

## Képek

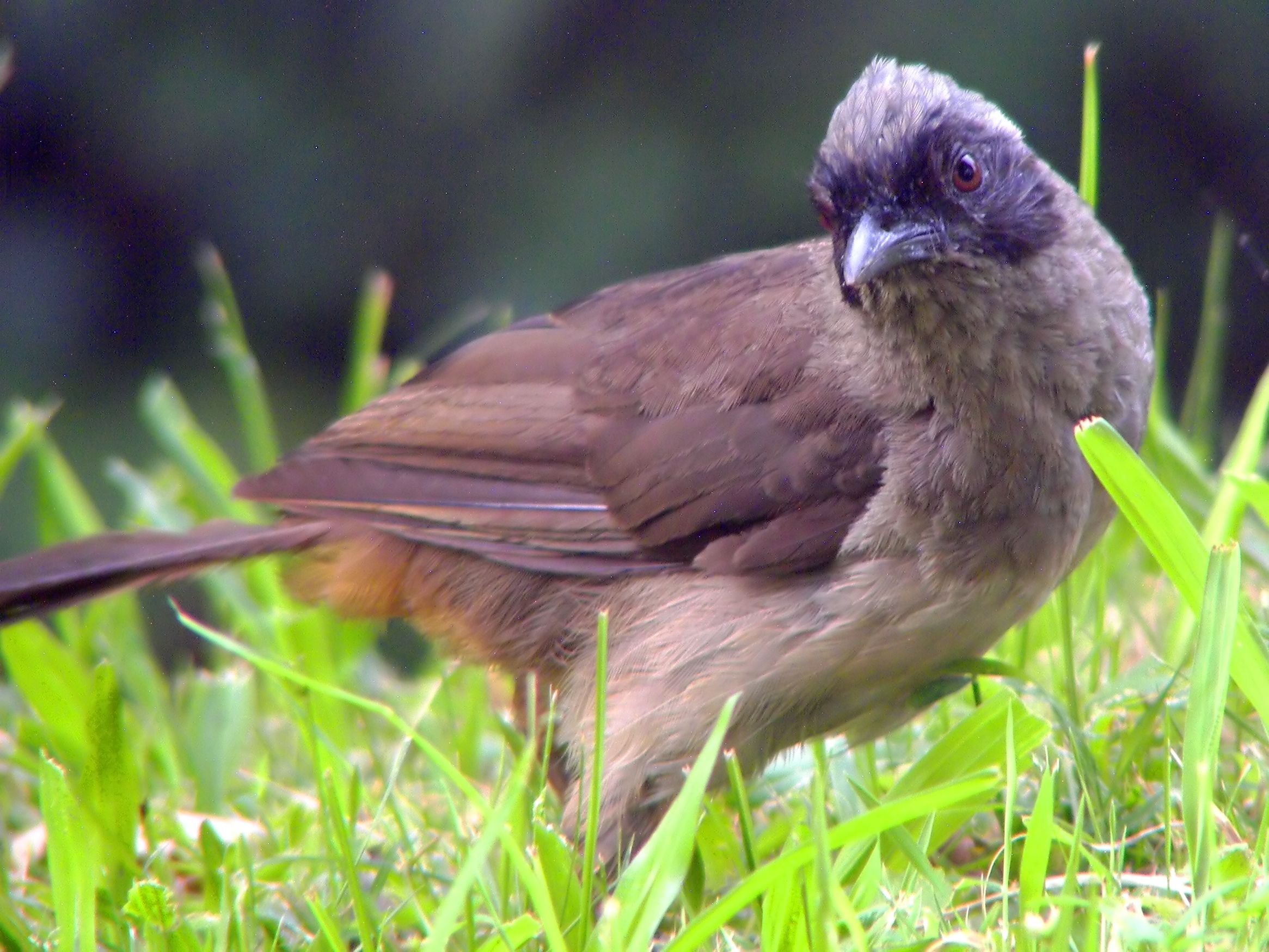
Álarcos álszajkó (Garrulax perspicillatus)
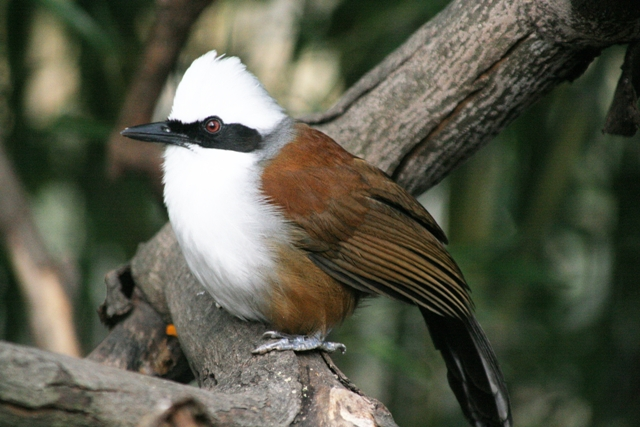
Fehérfejű álszajkó (Garrulax leucolophus)
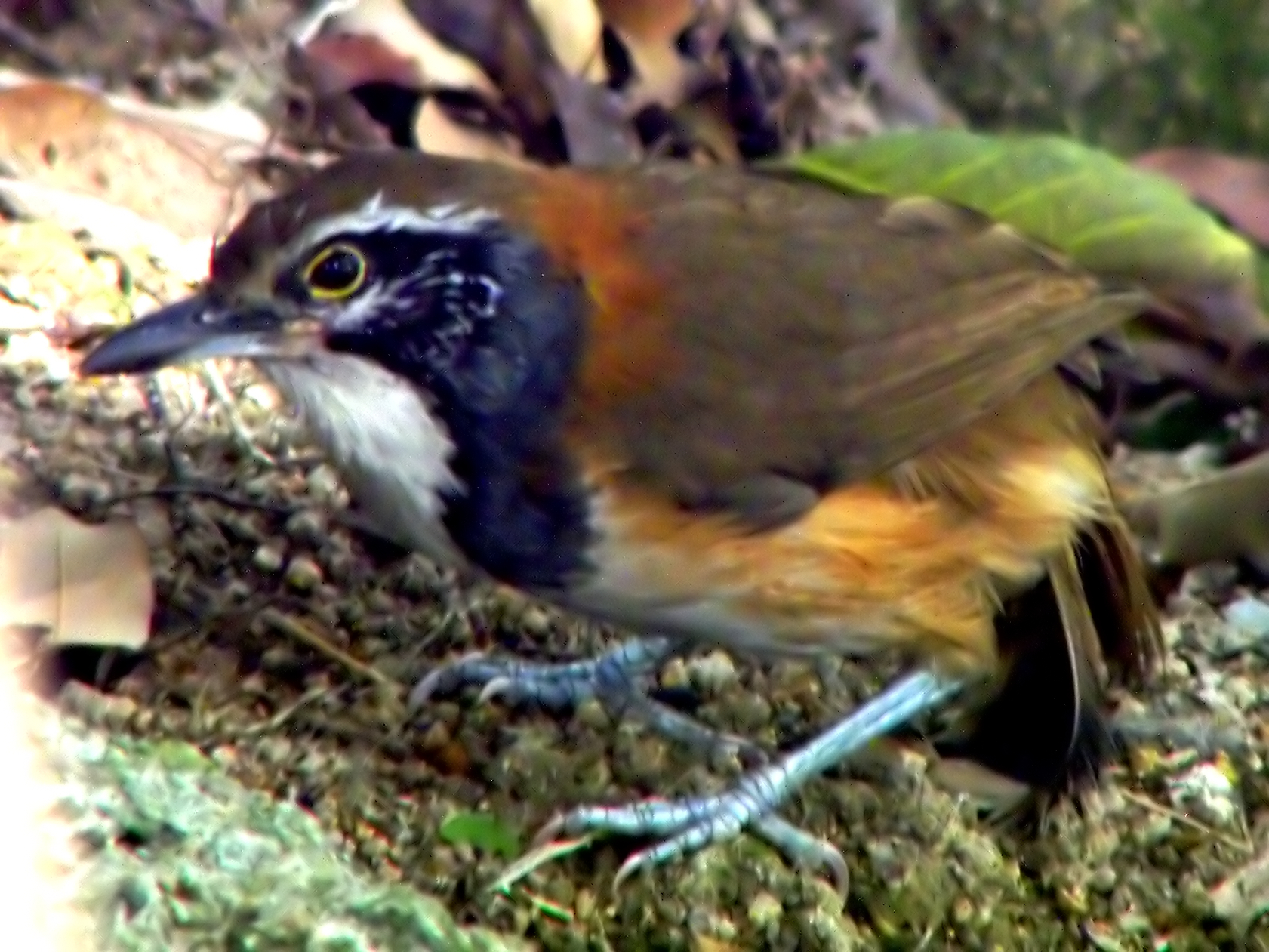
Nyakláncos álszajkó (Garrulax pectoralis)
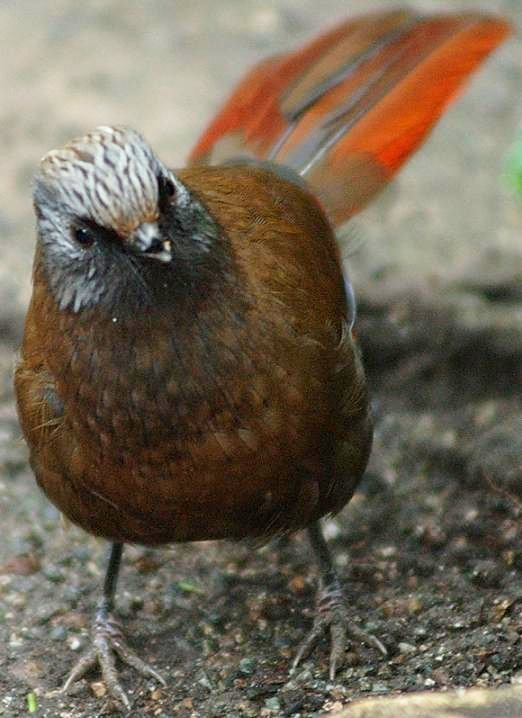
Pirosszárnyú álszajkó (Garrulax formosus)
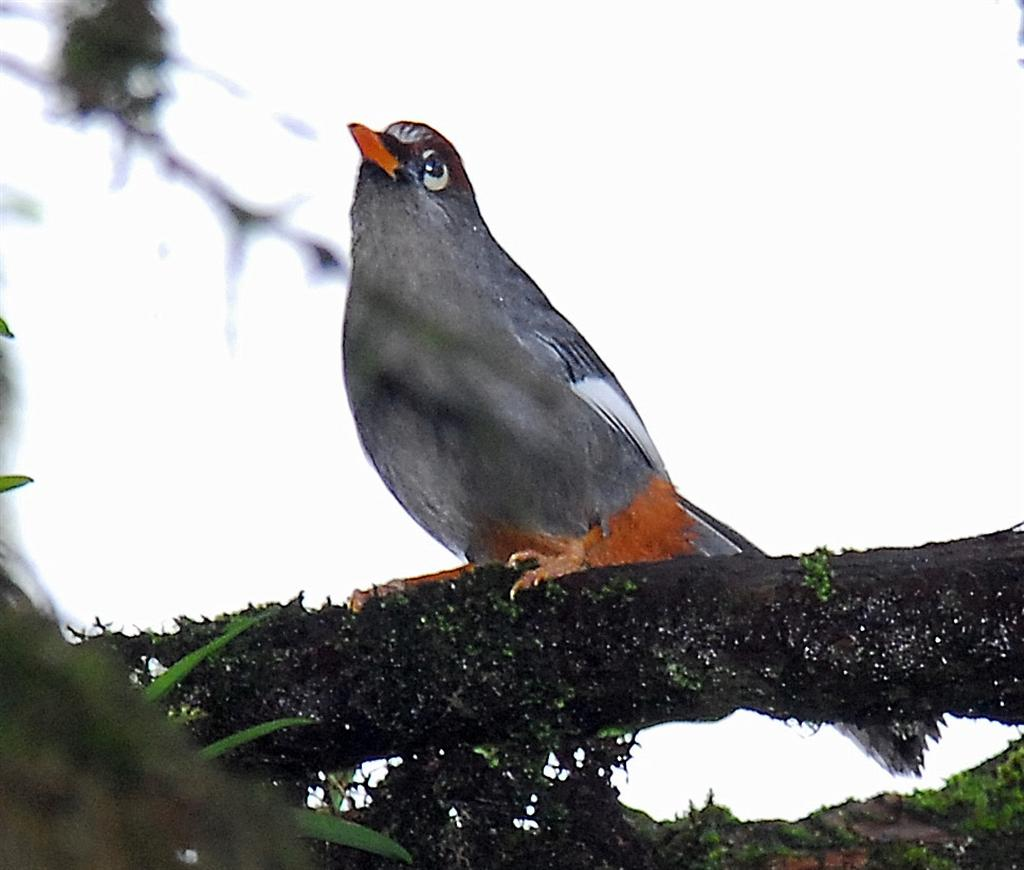
Gesztenyebarna-sapkás álszajkó (Garrulax mitratus)
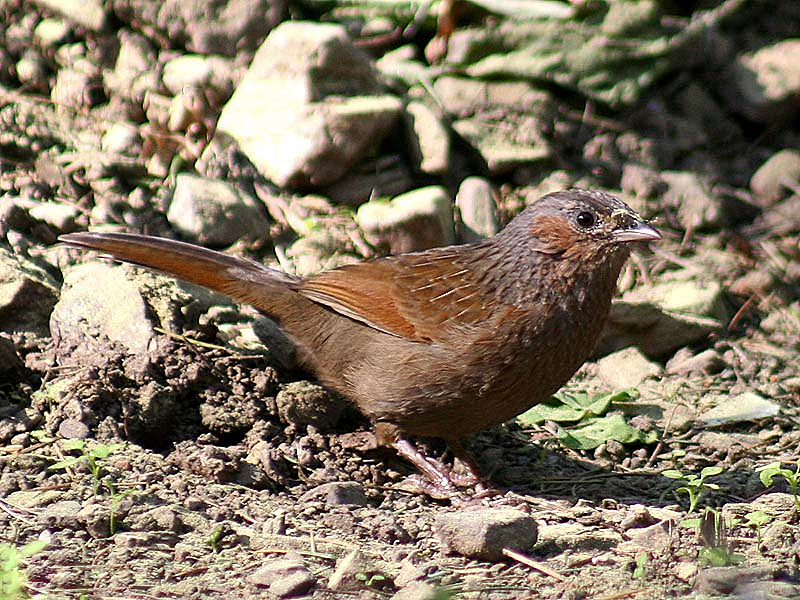
Vonalkázott álszajkó (Trochalopteron lineatum)
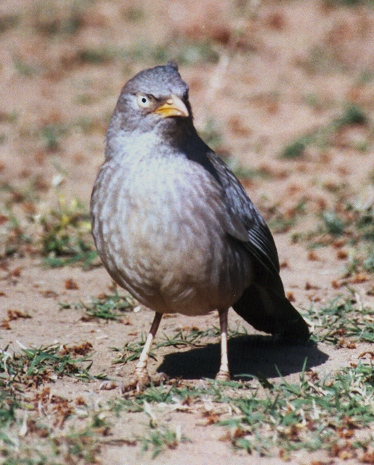
Csíkos rigótimália (Turdoides striatus)
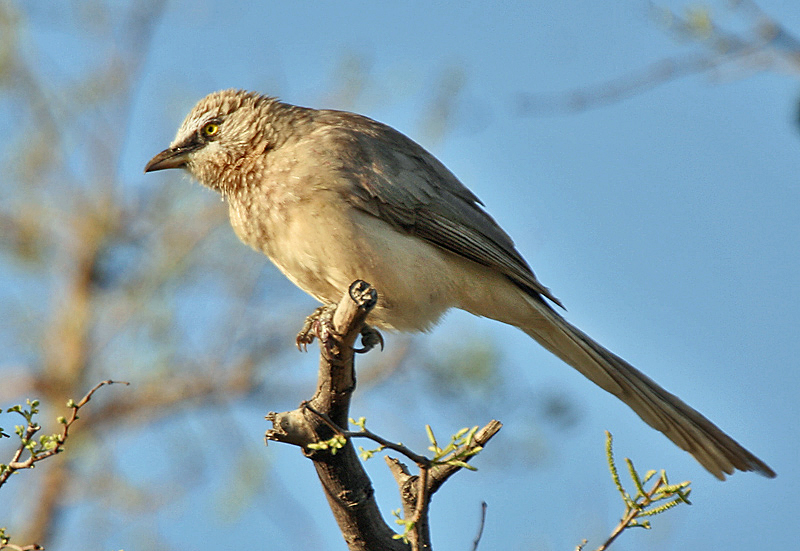
Szürke rigótimália (Turdoides malcolmi)
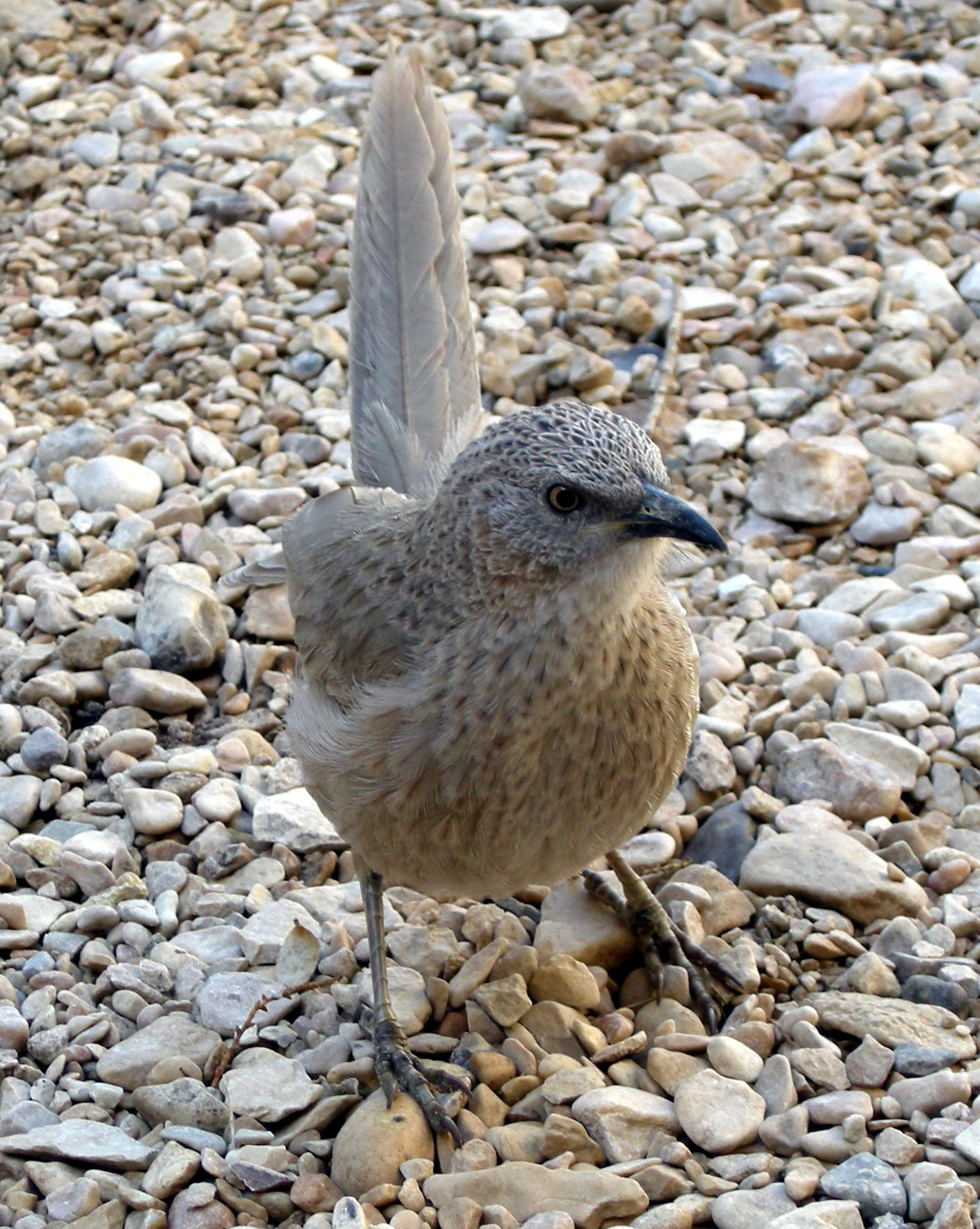
Arab rigótimália (Turdoides squamiceps)
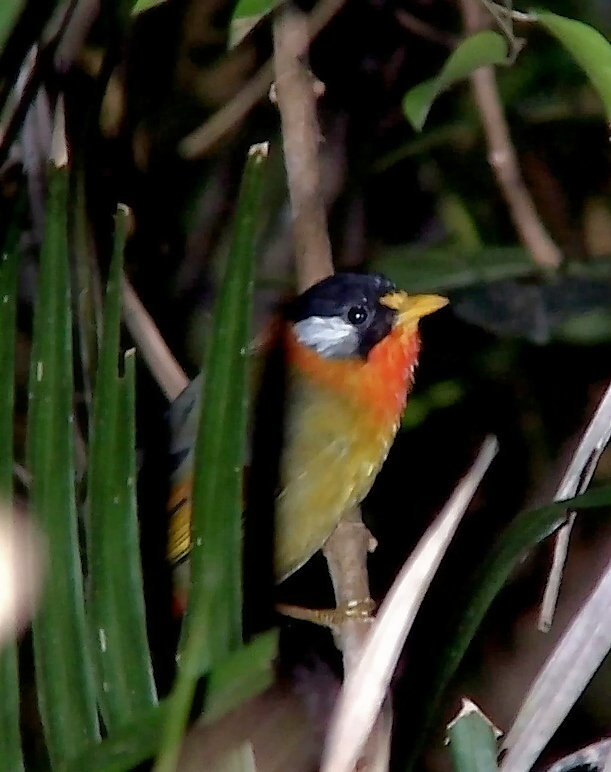
Ezüstfülű napmadár (Leiothrix argentauris)
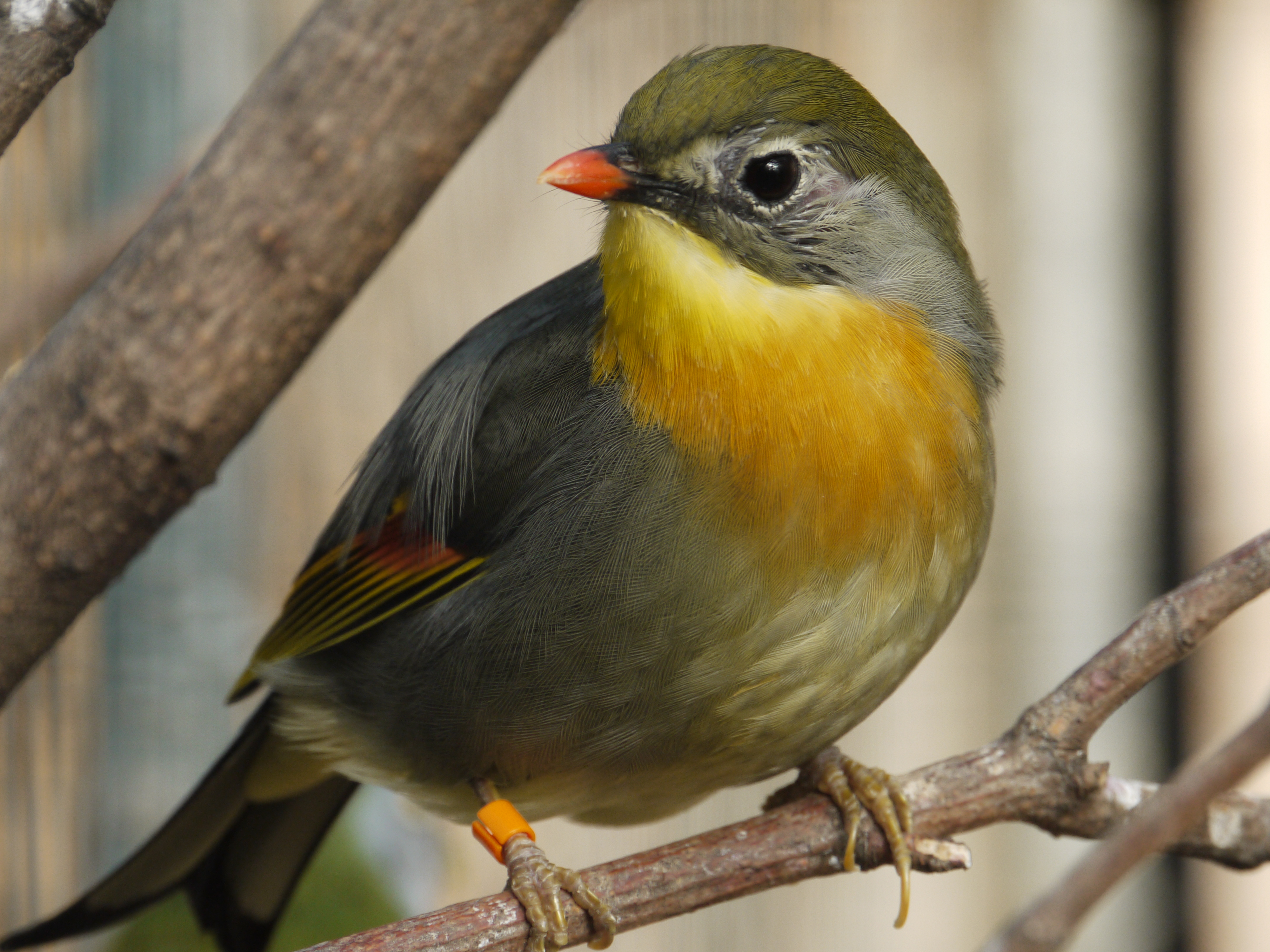
Piroscsőrű napmadár (Leiothrix lutea)
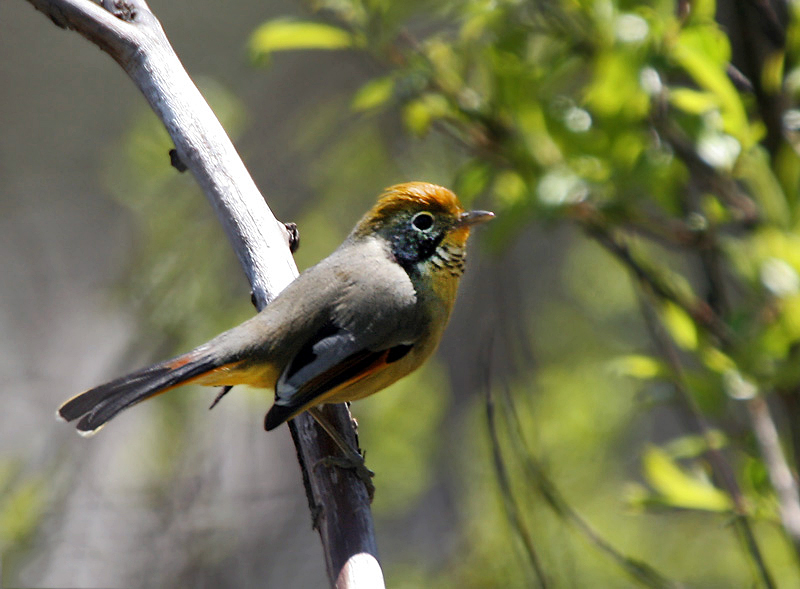
Barnafarkú minla (Minla strigula)
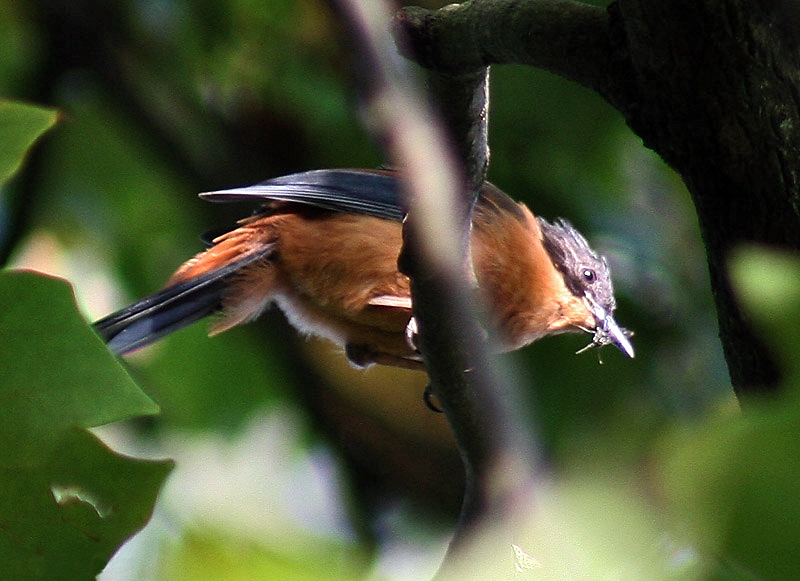
Kucsmás szíbia (Heterophasia capistrata)
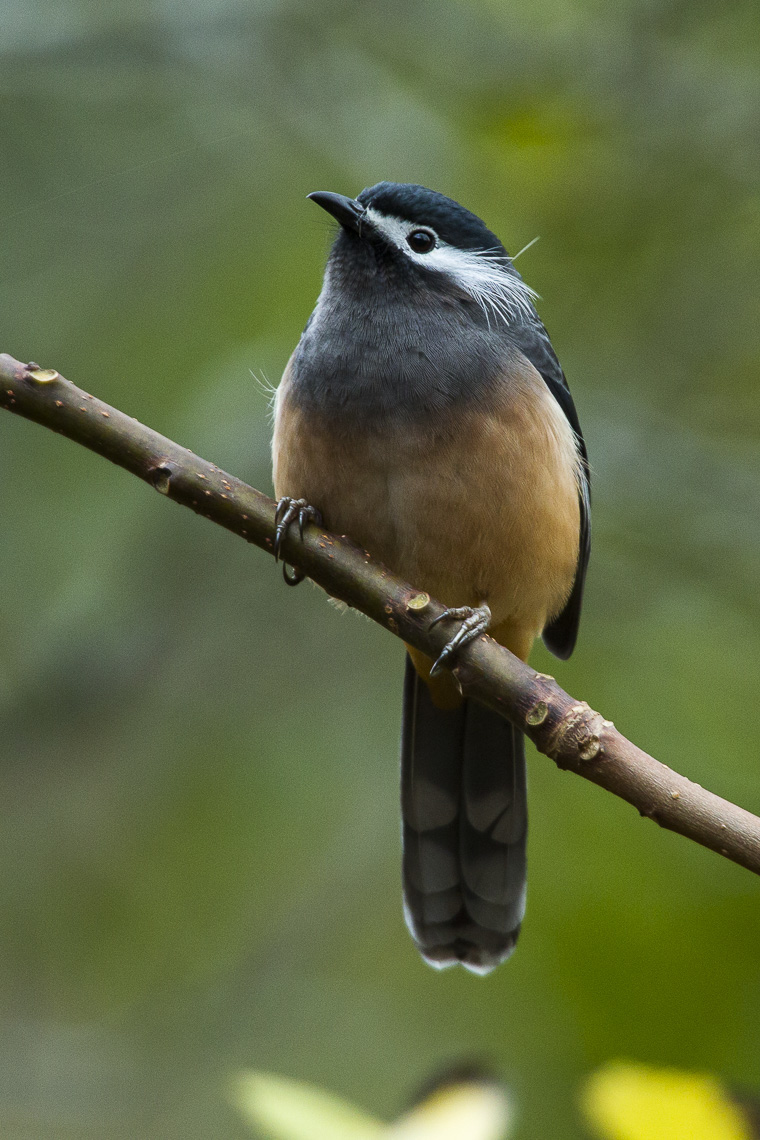
Fehérfülű szíbia (Heterophasia auricularis)
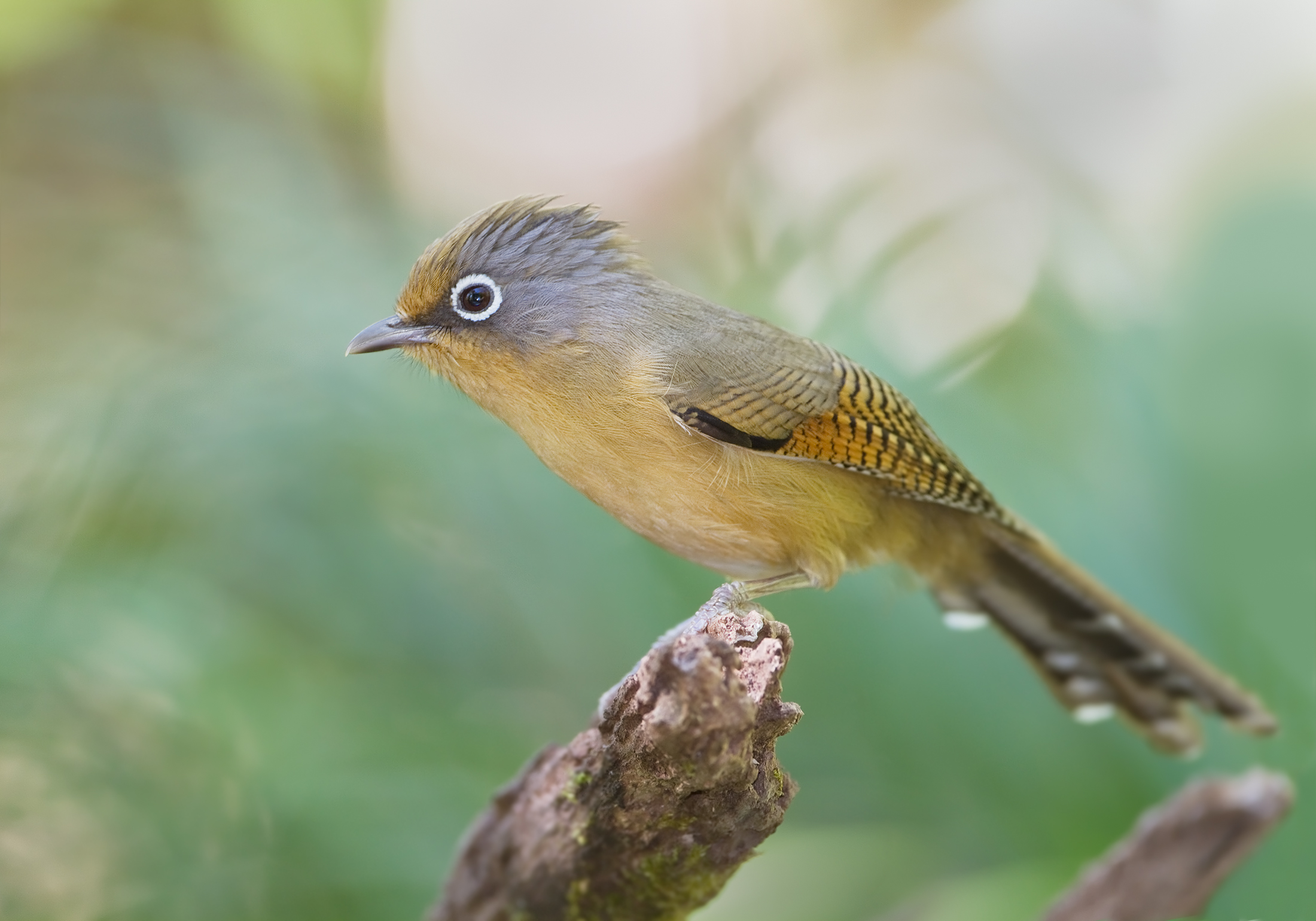
Pápaszemes szalagostimália (Actinodura ramsayi)